# Pleaux
Pleaux är en kommun i departementet Cantal i regionen Auvergne-Rhône-Alpes i mitten av Frankrike. Kommunen ligger  i kantonen Pleaux som ligger i arrondissementet Mauriac. År 2022 hade Pleaux 1 464 invånare.

## Befolkningsutveckling
Antalet invånare i kommunen Pleaux
Referens:INSEE